# Blakea standleyana
Blakea standleyana är en tvåhjärtbladig växtart som beskrevs av James Francis Macbride. Blakea standleyana ingår i släktet Blakea och familjen Melastomataceae. Inga underarter finns listade i Catalogue of Life.